# Asencio Abeijón
Asencio Abeijón (Tandil, 1901-Comodoro Rivadavia, 1991) fue un escritor argentino.
Asencio Abeijón nació en 1901 en Tandil, provincia de Buenos Aires. Dos años después se trasladó a Comodoro Rivadavia, a un establecimiento ganadero, ubicado a 15 kilómetros de la ciudad, conocido como "La Mata". Allí vivió junto a sus padres y ocho hermanos. Durante su infancia sufrió los avatares del viento, la nieve y la epidemia de difteria que se ensañó con Comodoro en la primera década del siglo XX.
Estudió de noche en el Colegio Salesiano Deán Funes, al tiempo que era maestro de grado durante el día. Trabajó en Y.P.F. (Yacimientos Petrolíferos Fiscales),  y entre 1921 y 1922 hizo el servicio militar. Después de la baja volvió a los yacimientos hasta 1927, cuando es echado por firmar protestas contra la disminución de salarios.
Entre otras actividades que desarrolló fue camionero, remisero, contratista de esquila y chofer de micros de larga distancia.
También se dedicó a la política. En 1957 fue elegido por la Unión Cívica Radical Intransigente (UCRI) como Constituyente Nacional para la asamblea que se llevó a cabo ese mismo año en la ciudad de Santa Fe de la Vera Cruz.
En 1958 y 1963 fue elegido diputado provincial por el Chubut. 
Asencio se dedicó al periodismo, siendo editor de los periódicos "El Trueno" y "El Criticón" e integró la redacción del Diario "El Patagónico" de Comodoro Rivadavia, fundado en 1968. 
Falleció en 1991, en la ciudad de Comodoro Rivadavia, provincia de Chubut, lugar donde residió toda su vida.

## Valor de sus relatos
Es considerado uno de los cronistas más relevantes de la Patagonia del siglo XX, ya que es el primero que cuenta desde adentro la historia cotidiana de quienes se atrevieron a enfrentar la desolación de las tierras australes.
Su primer libro editado por Galerna, tuvo como prologuista a Osvaldo Bayer, quien dijo de él: “Abeijón no quiso hacer literatura, y a veces la supera, como en ‘El tumbiador’, de indudable estirpe cervantina”. Lo comparó con Joseph Conrad.
El traductor Brian Roy Krebs está en proceso de llevar sus obras al mundo anglosajón.

## Obra
- Recuerdos de mi primer arreo (1976, Galerna)
- Memorias de un carrero patagónico (1977, Galerna)
- Los recién venidos (1977, Galerna)
- El Guanaco vencido (1980, Galerna)
- Caminos y rastrilladas borrosas (1983, Galerna).